# Toyota Motor North America
Toyota Motor North America — крупнейшее дочернее предприятие японской автомобилестроительной корпорации Toyota. Расположено в Канаде, Мексике и США. Штаб-квартира расположена в Джорджтауне, Кентукки, Энн-Арборе, Мичигане, Вашингтоне, Колумбии и Нью-Йорке. Компания была основана 31 октября 1957 года. Первым автомобилем компании стал Toyota Crown.

## Продукция
Компания Toyota Motor North America производит автомобили на заказ. Также производятся пикапы: среднеразмерные Toyota Tacoma и полноразмерные Toyota Tundra. Конкурентами автомобилей являются Chevrolet Silverado, Ford F-Series и RAM Pickup.